# Michel Houellebecq
Michel Houellebecq (pronunciado /miˈʃɛl wɛlˈbɛk/), pseudónimo de Michel Thomas (Saint-Pierre, Reunión, 26 de febrero de 1958), es un poeta, novelista y ensayista francés. Sus novelas Ampliación del campo de batalla, Las partículas elementales y Plataforma se convirtieron en hitos de la nueva narrativa francesa por su descripción de la miseria afectiva y sexual del hombre occidental de finales del siglo XX y comienzos del XXI. Esas novelas le otorgaron consideración literaria, pero también dieron lugar al llamado «fenómeno Houellebecq», que provocó numerosos y apasionados debates en la prensa internacional.

## Biografía
Michel Houellebecq nació en Saint-Pierre, en la isla de Reunión, hijo de René Thomas, guía de montaña, y de Lucie Ceccaldi, doctora en medicina y anestesista graduada de la facultad de medicina de Argel, ambos militantes comunistas. Su nombre fue escogido por sus padres tras una visita de estos al Mont-Saint-Michel. Al parecer su madre habría falsificado su certificado de nacimiento para envejecerlo durante dos años, porque creía que tenía talento: él no nacería de esta manera el 26 de febrero de 1956, como se indica en su certificado de nacimiento, sino el 26 de febrero de 1958.
Según sus propias declaraciones, sus padres pierden interés en él muy temprano; la pareja se separa, y una hermanastra nace poco después. Al principio, son sus abuelos maternos, en Argelia, quienes lo cuidan. Luego, tras el divorcio de sus padres, su padre lo recupera mediante un golpe de fuerza y lo confía a su abuela paterna, Henriette Thomas, de soltera Houellebecq, también ferviente comunista, cuyo apellido de soltera adoptó el escritor como seudónimo por reconocimiento hacia ella. 
Después de haber sido estudiante de secundaria en Meaux, asistió a las clases preparatorias para las grandes écoles en Lycée Chaptal en París (donde habría sido golpeado por sus compañeros, hecho que se refleja en Las partículas elementales). Ya en 1975 se unió al Instituto Nacional Agronómico de París-Grignon (INA PG), donde iría ascendiendo peldaños progresivamente. En Agro, fundó la efímera revista de crítica literaria Karamazov, para la cual escribió algunos poemas y comenzó a filmar una película llamada Crystal of Suffering. Se graduó en la escuela en 1978, agrónomo con una especialización en «Desarrollo del entorno natural y ecología». 
Un período de desempleo le permite recurrir a la creación literaria: realiza el encuentro decisivo con Michel Bulteau, director de La Nouvelle Revue de París, que le propone colaborar en la colección de Infréquentables con las ediciones de Rocher. Luego ingresó en la École Nationale Supérieure Louis-Lumière, en la sección de fotografía (sección de rodaje), pero se fue en 1981, antes de graduarse. Su hijo Étienne nació el mismo año. Entonces experimenta un período de desempleo, luego de divorcio, lo que le genera una grave crisis nerviosa.
Comenzó dos años más tarde una carrera en ciencias de la computación en Unilog, trabajando luego como gerente de contratos en el departamento de TI del Ministerio de Agricultura, (rue de Picpus), en el distrito 12 de París, donde permaneció durante tres años (este período se evoca de manera romántica en Ampliación del campo de batalla). Solicitó un trabajo en la Asamblea Nacional y en 1990 aprobó la oposición de asistente administrativo en el departamento de TI. Este trabajo le proporciona entonces la paz que necesita. En 1991 publicó la biografía de H. P. Lovecraft, Contra el mundo, contra la vida. En 1996, habiendo adquirido la antigüedad necesaria y queriendo dedicarse a la escritura, solicitó su despido. 
En 1992, Michel Houellebecq recibió el Premio Tristan-Tzara por su colección de poemas La Poursuite du bonheur, publicada en 1991. Conoció a Juliette y André Darle, quienes luego invitaron a este joven poeta de treinta y seis años, empleado de la Asamblea Nacional, casi desconocido, al Festival de Poesía Mural que tiene lugar en el Castillo de los Estuarios en Aubigny-sur-Nère. Juliette Darle recuerda lo siguiente; «Percibí una personalidad singular en él e inmediatamente asimilé a Michel a los grandes autores del siglo XX (…). Michel Houellebecq se había embarcado en una diatriba contra el liberalismo. El teniente de alcalde de Aubigny, Yves Fromion, había sido sorprendido y quería conocer a este curioso poeta. (…) No quedaba espacio, tenía que dormir en una caravana. Tuvimos grandes fiestas. Michel estaba leyendo poemas de Aragon llorando y tomando algunos tragos de whisky. Al día siguiente lo llevamos a Sancerre».
Con la publicación en 1994 de Ampliación del campo de batalla, que se llegó a comparar con El extranjero de Camus, pasó del anonimato total a convertirse, gracias exclusivamente a la publicidad de boca en boca, en autor de uno de los libros más vendidos del año. La obra fue traducida a numerosas lenguas y le dio a conocer al gran público. 
Algunos críticos, cogidos a contrapié, creyeron que su éxito sería flor de un día. Pero ese vaticinio se disipó de golpe con la publicación de su segunda novela, Las partículas elementales, considerada el mejor libro francés de 1998 por la revista Lire y galardonada con el Prix Novembre. Su descripción de las relaciones de amor en Las partículas elementales resultó muy controvertida; en ese contexto se le acusa de misoginia y objetivación del cuerpo femenino por parte de las feministas radicales.
Ese mismo año obtuvo, además, el Premio Nacional de las Letras para jóvenes talentos. 
Su tercera novela, Plataforma, lo convirtió definitivamente en estrella mediática, no solo por traducirse a más de veinticinco lenguas, sino por ser objeto de una agria polémica en torno a su supuesta islamofobia y por su visión amoral de la explotación sexual del Tercer Mundo. En su obra se aprecia la influencia de autores tales como el marqués de Sade, Aldous Huxley, H.P. Lovecraft y Louis-Ferdinand Céline. A causa de la presión mediática, dejó Francia y vivió en Irlanda durante algunos años y después en el sur de España, en el cabo de Gata (provincia de Almería), para regresar años después nuevamente a Francia. En 2000, se exilió en Irlanda con su segunda esposa, Marie-Pierre Gauthier. En 2002, se trasladó a Andalucía, al parque natural del Cabo de Gata-Níjar.
En 2008, después de diecisiete años sin ver a su madre y tras decir en entrevistas de prensa que probablemente había muerto, Lucie Ceccaldi publicó un libro, L'innocente, muy virulento con respecto a su hijo, en el que declara en particular: «A mi hijo, que se lo folle quien lo quiera o que lo haga con quien quiera, no tengo nada por lo que disculparme».
A finales de 2012, en plena controversia a causa de su exilio fiscal, anunció su regreso a Francia. Instalado en su nuevo apartamento de París, comenta en una entrevista los motivos de su regreso, incluida la lasitud de las lenguas extranjeras. Niega cualquier gesto político deliberado con respecto a su salida de la costa suroeste de Irlanda, pero admite, sin embargo, que esto puede interpretarse como tal «ya que demuestra que el nivel de impuestos no es lo suficientemente fuerte como para desalentarlo». En el anuncio de la publicación de su colección de poemas Configuración de la última orilla en abril de 2013, expresa su deseo de continuar escribiendo: «La vida no me interesa lo suficiente como para poder hacerlo sin escribir». 

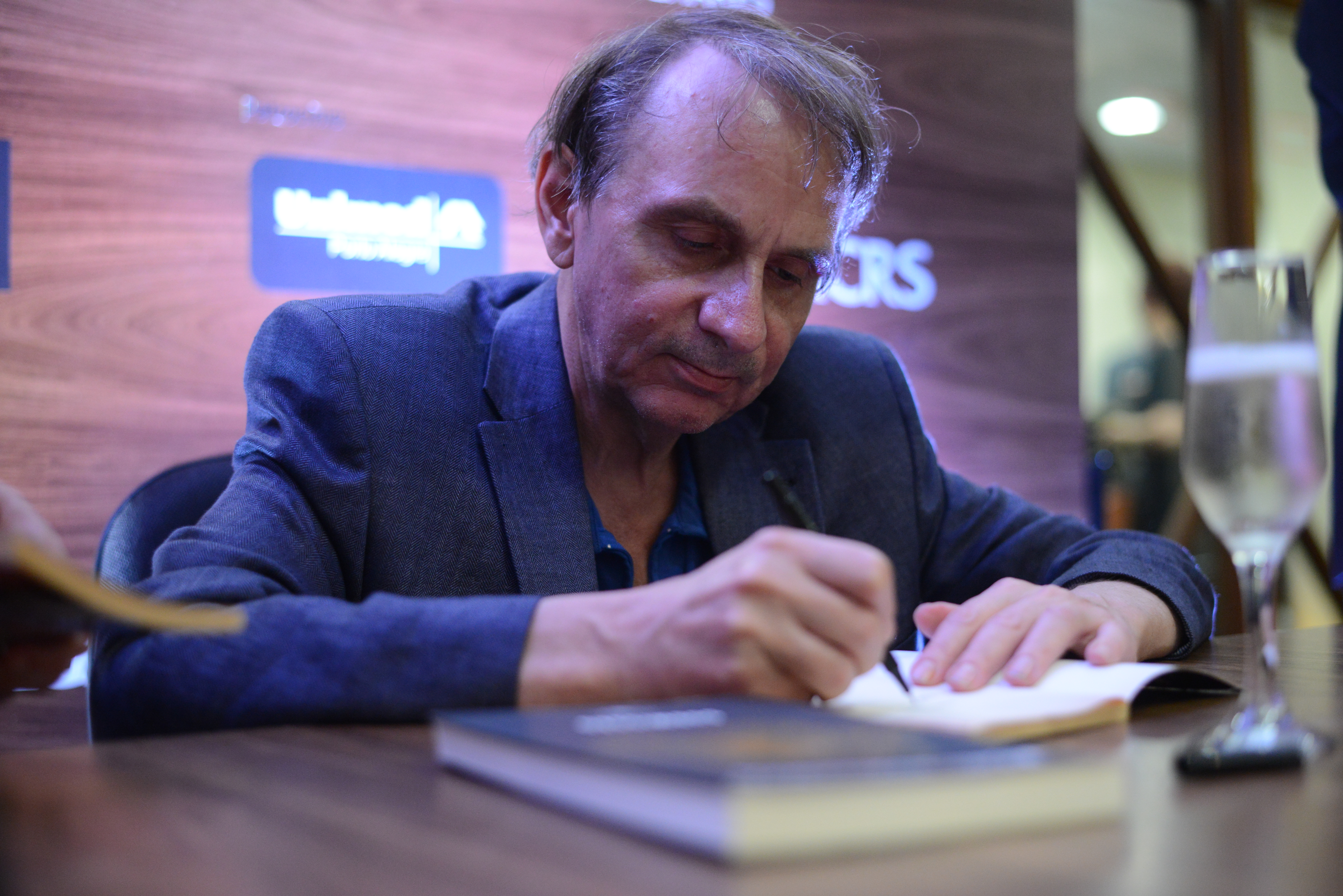
Houellebecq en 2016

En 2014, es el principal protagonista de la película Near Death Experience. En 2016, se publica To Stay Alive: A Method, adaptación de su ensayo Seguir vivo, dirigida por el director neerlandés Erik Lieshout. El 21 de septiembre de 2018, se casó con Qianyum Lysis Li, una joven de ascendencia china. En enero de 2019 publica Serotonina y es nombrado caballero de la Legión de Honor.

## Estilo literario
La ausencia estilística de Houellebecq ha sido puesta de manifiesto por comentaristas y críticos. Su escritura, como él mismo ha referido, tiene una muy consciente «ausencia de estilo», aunque hay quien afirma que en realidad es capaz de utilizar los recursos cuando y como le conviene. Diferentes críticos, franceses principalmente, han denominado su forma de escribir como «estilo blanco» o «estilo plano» («forme plate»).

## Controversias

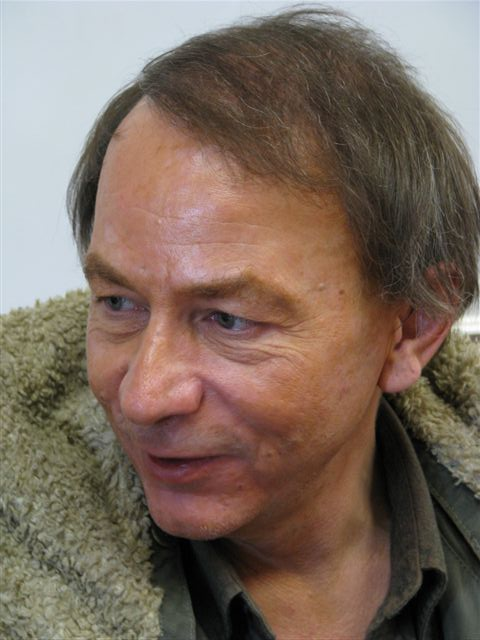
Michel Houellebecq en 2008.

Sus obras y opiniones han causado controversia y algunos medios lo han acusado de ser misógino, decadente, xenófobo y racista. Dicha polémica ayudó a aumentar su popularidad. Algunos pasajes de Plataforma, donde aparece el tema del terrorismo islamista, fueron calificados de islamófobos. A raíz de una entrevista en la revista literaria Lire, publicada en septiembre de 2001, en la que afirmó que «la religión más idiota del mundo es el islam» y que «cuando lees el Corán se te cae el alma a los pies», fue denunciado por varias agrupaciones musulmanas y de derechos humanos por «injuria racial» e «incitación al odio religioso», pero fue absuelto de todos los cargos. La polémica por su supuesta islamofobia se reavivó en 2015 con la publicación de Sumisión, novela en la que plantea los profundos cambios que sufre la sociedad francesa desde el año 2022, cuando asume la presidencia el islamista Mohammed Ben Abbes.
En noviembre de 2022, el escritor concedió una entrevista a la revista Front Populaire de Michel Onfray en la que declaró:

El gran reemplazo no es una teoría, es un hecho. No hay una conspiración de las élites para acabar con la raza blanca pero se está produciendo un traspaso de población desde África donde las tasas de natalidad son demasiado altas.

Sobre los musulmanes dijo:

Cuando territorios enteros estén bajo control islámico, creo que se producirán actos de resistencia. Habrá atentados y tiroteos en mezquitas, en cafés frecuentados por musulmanes, en definitiva un Bataclan a la inversa (...) El deseo de la población nativa francesa, como se dice, no es que los musulmanes se asimilen, sino que dejen de robarla y atacarla. O si no, otra solución, que se vayan.

En la misma entrevista el autor culpó a Estados Unidos de promover el pensamiento políticamente correcto en Francia y concluyó: 

Nuestra única posibilidad de supervivencia sería que el supremacismo blanco se pusiera de moda en Estados Unidos.

Por esas declaraciones, el rector de la Gran Mezquita de París amenazó con demandarlo por incitación al odio. Sin embargo, cambió de opinión cuando el escritor se disculpó. Por su parte, Mohammed Moussaoui, presidente de la Unión de Mezquitas de Francia -que también había anunciado su intención de presentar una denuncia- dijo en un comunicado que continuaría su acción legal contra Houellebecq.
Además de por sus ideas políticas de extrema derecha, Houellebecq ha sido objeto de polémica al ser acusado de plagio en dos ocasiones. La primera en 2010 cuando una revista lo acusó de incluir algunos pasajes de la Wikipedia francesa en su obra El mapa y el territorio y él reconoció haberlos usado, defendiéndose diciendo que «tomar prestados unos textos palabra por palabra no es robar siempre que los motivos de este reciclaje sean artísticos», evocando ese mismo uso por parte de autores como Borges o Georges Perec. Juristas y activistas del software libre esgrimieron las obligaciones que impone la licencia libre de la Wikipedia (uso libre, pero sus productos derivados deben tener la misma licencia libre) para colgar posteriormente en internet la novela de Houellebecq. La segunda controversia surgió en 2022, cuando el escritor franco-senegalés El Hadji Diagola lo demandó afirmando que Sumisión era un plagio de su obra La chute des barbelés. La demanda fue rechazada en primera instancia pero El Hadji Diagola recurrió la sentencia y el proceso aun no se ha resuelto.
En 2023, el autor protagonizó otro escándalo a causa del estreno de «Kirac 27», del colectivo artístico neerlandés Kirac. En el tráiler del filme, el director explicaba que la esposa de Houellebecq le había hablado de un viaje frustrado de turismo sexual a Marruecos y, a continuación, se veían imágenes del escritor besándose con una mujer en la cama:

Me había estado escribiendo con él vía correo electrónico. Me había contado que el viaje de novios que había planeado a Marruecos había sido cancelado por su temor a ser secuestrado por extremistas musulmanes. Su mujer [Qianyum Lysis Li, que también aparece en la película] había pasado un mes entero contratando a prostitutas, y ahora todo se venía abajo.

El escritor amenazó con emprender acciones legales contra el director de la película a quien acusaba de difamar a él mismo y a su mujer y finalmente logró que un juez obligara al director a mostrarle la cinta antes de estrenarla.
Sobre el liberalismo económico declaró:

El capitalismo liberal ha extendido su control sobre las conciencias; de la mano de él vinieron el mercantilismo, la publicidad, el culto absurdo y despectivo a la eficiencia económica, el apetito exclusivo e inmoderado por la riqueza material. Peor aún, el liberalismo se ha extendido del ámbito económico al ámbito sexual.

## Obra

### Novela

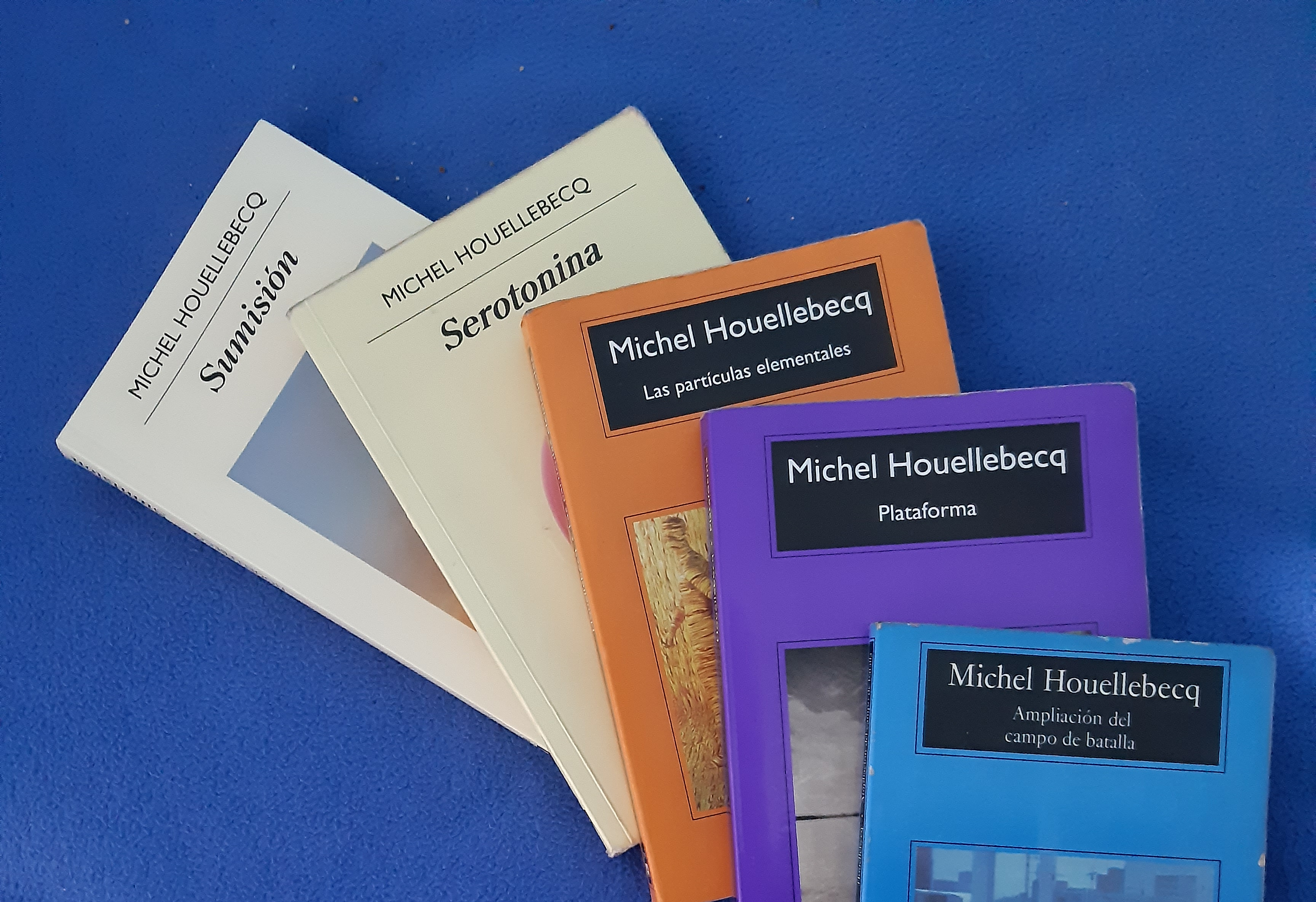
Varias de las novelas de Houellebecq

- Ampliación del campo de batalla (Extension du domaine de la lutte, 1994), trad. Encarna Castejón, publicada por Anagrama en 2001.
- Las partículas elementales (Les Particules élémentaires, 1998), trad. Encarna Castejón, publicada por Anagrama en 1999. Premio Novembre y finalista del Premio Goncourt.
- Lanzarote (Lanzarote, 2000), trad. de Javier Calzada, publicada por Anagrama en 2003.
- Plataforma (Plateforme, 2001), trad. de Encarna Castejón, publicada por Anagrama en 2002.
- La posibilidad de una isla (La Possibilité d'une île, 2005), trad. de Encarna Castejón, publicada por Alfaguara en 2005. Premio Interallié.
- El mapa y el territorio (La Carte et le Territoire, 2010), trad. Jaime Zulaika, publicada por Anagrama en 2011. Premio Goncourt.
- Sumisión (Soumission, 2015), trad. de Joan Riambau, publicada por Anagrama en 2015.
- Serotonina (Sérotonine, 2019), trad. de Jaime Zulaika, publicada por Anagrama en 2019.
- Aniquilación (Anéantir, 2022), trad. de Jaime Zulaika, publicada por Anagrama en 2022.

### Otros géneros
- H.P. Lovecraft. Contra el mundo, contra la vida (H.P. Lovecraft. Contre le monde, contre la vie, 1991), biografía, Siruela, 2006; reedición Anagrama, 2021.[15]
- Seguir vivo (Rester vivant, 1991), método, Asociación Cultural Contemporánea para la Difusión del Arte, 2006.
- La Poursuite du bonheur (La Poursuite du bonheur, 1992), poemas.
- La Peau (La Peau, 1995), poemas, libro artístico con Sarah Wiame.
- La Ville (La Ville, 1996), poemas, libro artístico con Sarah Wiame.
- Le Sens du combat (Le Sens du combat, 1996), poemas, Premio de Flore.
- El mundo como supermercado (Interventions, 1998), artículos; trad. de Encarna Castejón, Anagrama, 2005.
- Renacimiento (Renaissance, 1999), poemas, Acuarela, 2000.
- Supervivencia (Rester vivant, Le sens du combat, La poursuite du bonheur, 1996/97), poemas, Acuarela & A. Machado Libros en 2007.
- Poesías (Poésies, 2000), reúne los cuatro poemarios anteriores a la publicación de este; tr.: Altair Díez y Abel H. Pozuelo, edición bilingüe, Anagrama, 2012.[16]
- Enemigos públicos (Ennemis publics, 2008), intercambio de correos electrónicos con Bernard-Henri Lévy;.trad. de Jaime Zulaika Goicoechea, Anagrama, 2010.
- Interventions 2 (Interventions 2, 2009), artículos.
- Unos meses de mi vida. Octubre 2022 - marzo 2023 (Quelques mois dans ma vie: Octobre 2022 - Mars 2023), trad. de Jaime Zulaika, Anagrama, 2023.